# Studenicaklooster
Het Studenicaklooster (Servisch: Манастир Студеница) is een Servisch-orthodox klooster en ligt 39 kilometer ten zuidwesten van de Servische plaats Kraljevo. Het klooster is een van de grootste in de Servisch-orthodoxe kerk.
Stefan Nemanja stichtte het klooster in 1190. Het klooster is voorzien van verdedigingswallen en in het complex zijn twee kerken aanwezig, die beide ruim voorzien zijn van wit marmer. In het klooster zijn een aantal 13e- en 14e-eeuwse Byzantijnse fresco's aanwezig.
In 1986 werd het kloostercomplex door UNESCO op de werelderfgoedlijst geplaatst.

## Galerij

Studenicaklooster
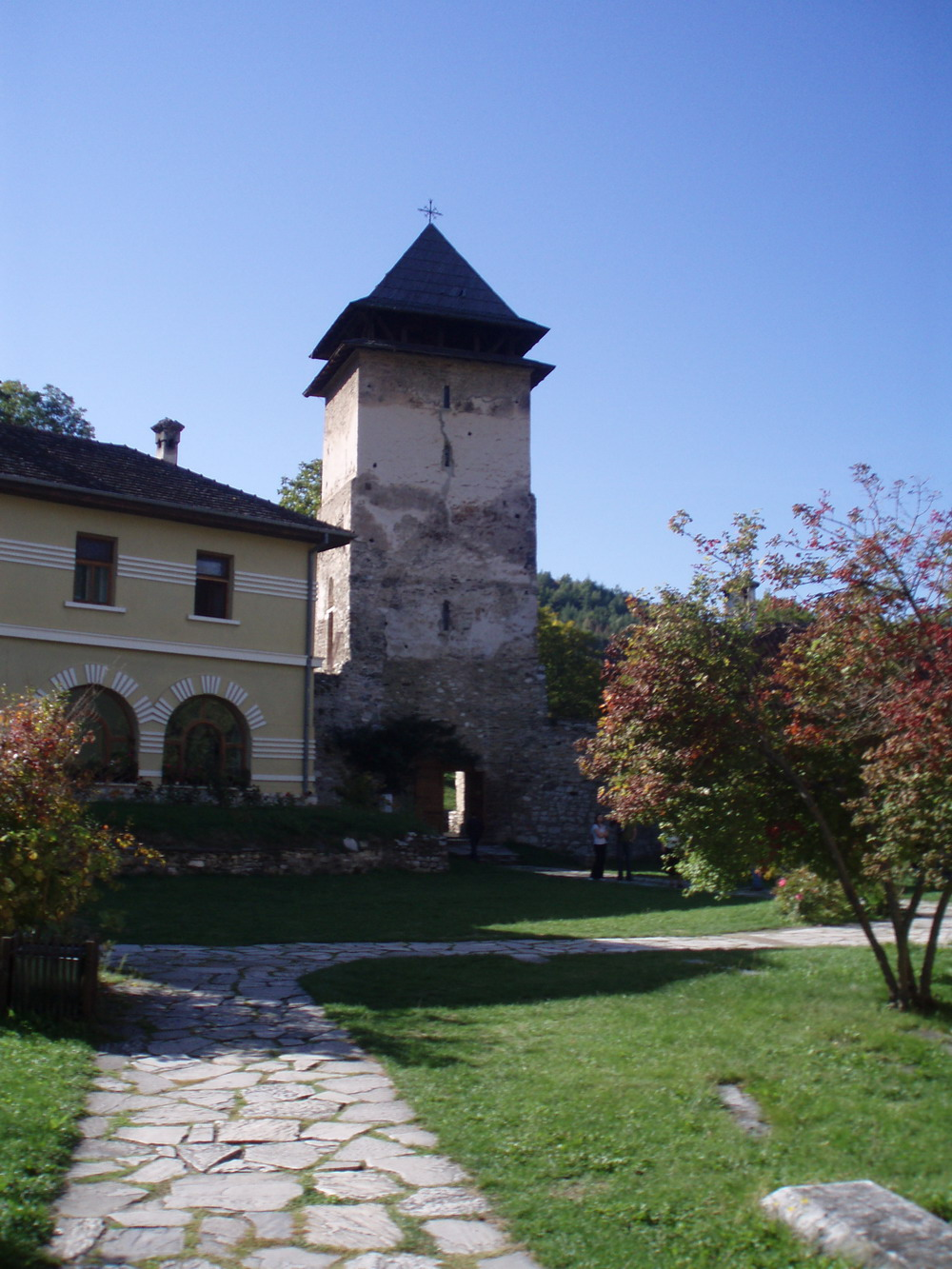
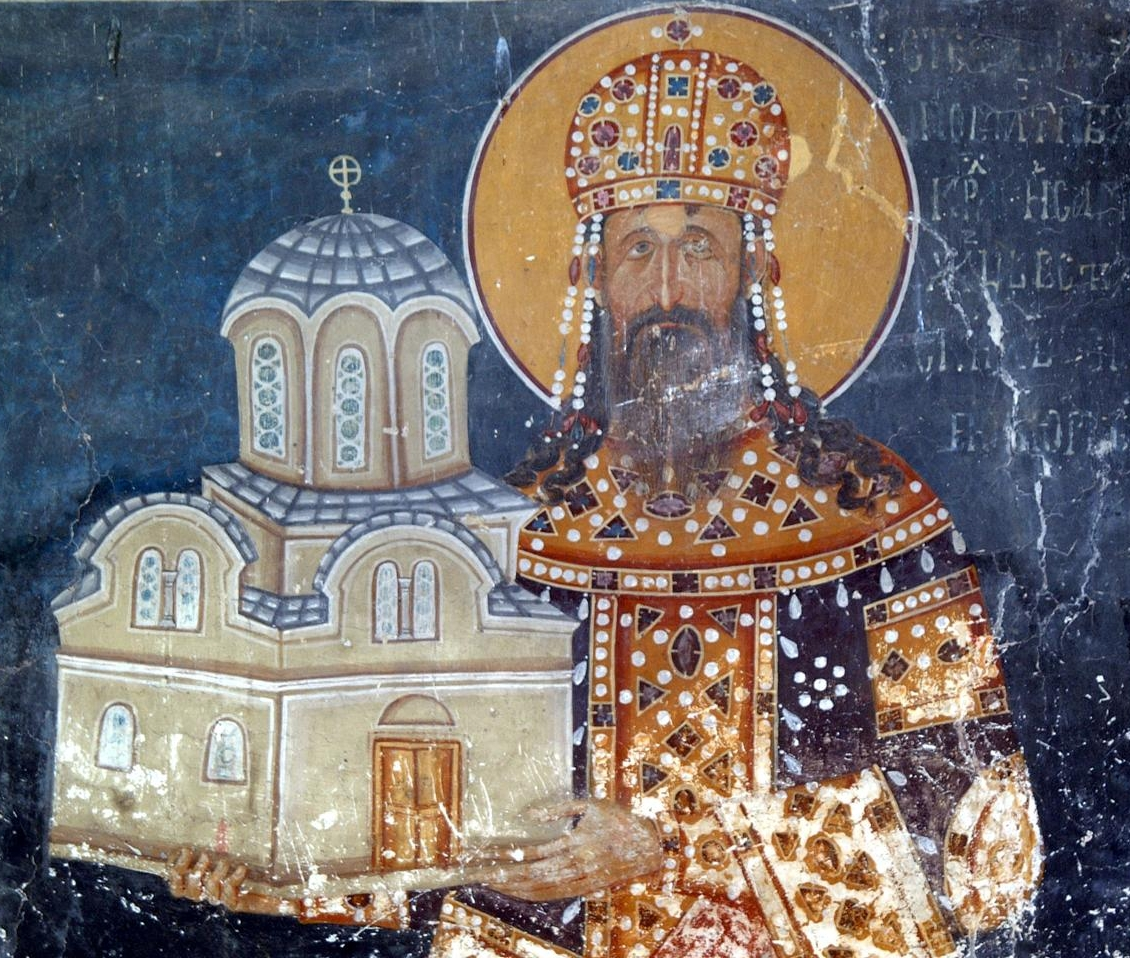

- Library of Congress Control Number: n80145146
- Nationale Bibliotheek van Tsjechië: kn20121207004
- Nationale Bibliotheek van Israël: 987007317002705171
- Système universitaire de documentation: 029060869
- Virtual International Authority File: 166645931